# Liste der Spiele um den CONMEBOL-UEFA-Pokal der Champions
Die Liste der der Spiele um den CONMEBOL-UEFA-Pokal der Champions (englisch CONMEBOL-UEFA Cup of Champions, spanisch Copa de Campeones CONMEBOL-UEFA), allgemein bekannt als Finalissima und bei den ersten beiden Auflagen unter der Bezeichnung Artemio-Franchi-Pokal, führt alle Spiele um dieses interkontinentalen Vergleich zwischen dem Europameister und Südamerikameister im Fußball mit allen statistischen Details auf.

## Artemio-Franchi-Pokal 1985
| Frankreich                                 | Frankreich | Urugyay | Urugyay |
| ------------------------------------------ | --- | --- | ------- |
| Frankreich                                 | \| 21. August 1985 in Paris (Prinzenpark) \| \| Ergebnis: 2:0 (1:0) \| \| Zuschauer: 20.405 \| \| Schiedsrichter: Abel Gnecco ( Argentinien) \|                                                      | \| 21. August 1985 in Paris (Prinzenpark) \| \| Ergebnis: 2:0 (1:0) \| \| Zuschauer: 20.405 \| \| Schiedsrichter: Abel Gnecco ( Argentinien) \| | Urugyay |
| Frankreich                                 | Joël Bats – Michel Bibard, Yvon Le Roux, Maxime Bossis, William Ayache – Alain Giresse, Luis Fernández, Michel Platini , Thierry Tusseau – José Touré, Dominique Rocheteau Cheftrainer: Henri Michel | Rodolfo Rodríguez – Víctor Diogo, Nelson Gutiérrez, Darío Pereyra, José Batista – Jorge Barrios (77. Mario Saralegui), Miguel Bossio, Sergio Santín, Venancio Ramos – Enzo Francescoli Wilmar Cabrera (77. Gustavo Dalto) Cheftrainer: Omar Borrás | Urugyay |
| Frankreich                                 | 1:0 Rocheteau (4.) 2:0 Touré (56.) | | Urugyay |
| Frankreich                                 | Diogo (20.), Pereyra (22), Gutiérrez (65.) | | Urugyay |
| 21. August 1985 in Paris (Prinzenpark)     | | |         |
| Ergebnis: 2:0 (1:0)                        | | |         |
| Zuschauer: 20.405                          | | |         |
| Schiedsrichter: Abel Gnecco ( Argentinien) | | |         |

## Artemio-Franchi-Pokal 1993
| Argentinien                                                    | Argentinien | Dänemark | Dänemark |
| -------------------------------------------------------------- | --- | --- | -------- |
| Argentinien                                                    | \| 24. Februar 1993 in Mar del Plata (Estadio José María Minella) \| \| Ergebnis: 1:1 (1:1) n. V., 5:4 i. E. \| \| Zuschauer: 34.683 \| \| Schiedsrichter: Sándor Puhl ( Ungarn) \|                                                                                           | \| 24. Februar 1993 in Mar del Plata (Estadio José María Minella) \| \| Ergebnis: 1:1 (1:1) n. V., 5:4 i. E. \| \| Zuschauer: 34.683 \| \| Schiedsrichter: Sándor Puhl ( Ungarn) \|                                                                           | Dänemark |
| Argentinien                                                    | Sergio Goycochea – Néstor Craviotto (117. Julio Saldaña), Jorge Borelli, Sergio Fabián Vázquez, Ricardo Altamirano – Diego Simeone, Alejandro Mancuso, Diego Maradona , Leonardo Rodríguez (61. Darío Franco) – Gabriel Batistuta, Claudio Caniggia Cheftrainer: Alfio Basile | Peter Schmeichel – Jakob Kjeldbjerg, Lars Olsen , Torben Piechnik (38. Brian Steen Nielsen), Marc Rieper – Johnny Mølby, Bjarne Goldbæk, Kim Vilfort, Henrik Larsen (120.+1 Michael Larsen) – Brian Laudrup, Lars Elstrup Cheftrainer: Richard Møller Nielsen | Dänemark |
| Argentinien                                                    | 1:1 Caniggia (30.) | 0:1 Craviotto (12.) | Dänemark |
| Argentinien                                                    | Elfmeterschießen | | Dänemark |
| Argentinien                                                    | 1:0 Maradona 2:1 Batistuta 3:2 Simeone 4:3 Mancuso Caniggia 5:4 Saldaña | 1:1 Elstrup 2:2 Mølby 3:3 Nielsen Vilfort 4:4 Laudrup Goldbæk | Dänemark |
| Argentinien                                                    | Simeone (16.), Vázquez (22.), Craviotto (71.), | Kjeldbjerg (15.), Goldbæk (17.), Nielsen (69.) | Dänemark |
| 24. Februar 1993 in Mar del Plata (Estadio José María Minella) | | |          |
| Ergebnis: 1:1 (1:1) n. V., 5:4 i. E.                           | | |          |
| Zuschauer: 34.683                                              | | |          |
| Schiedsrichter: Sándor Puhl ( Ungarn)                          | | |          |

## CONMEBOL UEFA Pokal der Champions 2022
| Argentinien                              | Argentinien | Italien | Italien | Aufstellung                           |
| ---------------------------------------- | --- | --- | ------- | ------------------------------------- |
| Argentinien                              | \| 1. Juni 2022 in London (Wembley-Stadion) \| \| Ergebnis: 3:0 (2:0) \| \| Zuschauer: 87.110 \| \| Schiedsrichter: Piero Maza ( Chile) \| | \| 1. Juni 2022 in London (Wembley-Stadion) \| \| Ergebnis: 3:0 (2:0) \| \| Zuschauer: 87.110 \| \| Schiedsrichter: Piero Maza ( Chile) \| | Italien | Aufstellung Argentinien gegen Italien |
| Argentinien                              | Emiliano Martínez – Nahuel Molina, Cristian Romero (85. Germán Pezzella), Nicolás Otamendi, Nicolás Tagliafico – Guido Rodríguez, Giovani Lo Celso (90.+1 Nicolás González), Rodrigo de Paul (76. Exequiel Palacios) – Lionel Messi , Lautaro Martínez (85. Julián Álvarez), Ángel Di María (90.+1 Paulo Dybala) Cheftrainer: Lionel Scaloni | Gianluigi Donnarumma – Giovanni Di Lorenzo, Leonardo Bonucci, Giorgio Chiellini (46. Manuel Lazzari), Emerson (77. Alessandro Bastoni) – Jorginho, Matteo Pessina (62. Leonardo Spinazzola), Nicolò Barella – Federico Bernardeschi (46. Gianluca Scamacca), Andrea Belotti (46. Manuel Locatelli), Giacomo Raspadori Cheftrainer: Roberto Mancini | Italien | Aufstellung Argentinien gegen Italien |
| Argentinien                              | 1:0 Martínez (28.) 2:0 Di María (45.+1) 3:0 Dybala (90.+4) | | Italien | Aufstellung Argentinien gegen Italien |
| Argentinien                              | Otamendi (22.) | Bonucci (39.), Di Lorenzo (72.), Barella (77.) | Italien | Aufstellung Argentinien gegen Italien |
| Argentinien                              | Spieler des Spiels: Lionel Messi (Argentinien) | | Italien | Aufstellung Argentinien gegen Italien |
| 1. Juni 2022 in London (Wembley-Stadion) | | |         |                                       |
| Ergebnis: 3:0 (2:0)                      | | |         |                                       |
| Zuschauer: 87.110                        | | |         |                                       |
| Schiedsrichter: Piero Maza ( Chile)      | | |         |                                       |